# 岐阜地方気象台
岐阜地方気象台（ぎふちほうきしょうだい）は、岐阜県岐阜市にある地方気象台。東京管区気象台の管轄である。
岐阜県の地上気象、生物季節の観測、地震の震度観測などを行い、天気予報・週間天気予報、気象注意報・気象警報・気象情報、地震情報・緊急地震速報、噴火警報・噴火予報などの発表を行う。
管轄していた測候所が高山市に存在していたが、2005年（平成17年）に無人化されて高山特別地域気象観測所となっている。

## アメダス
岐阜地方気象台が管轄するアメダスは、岐阜地方気象台と高山特別地域気象観測所以外に31か所ある。
- 河合 （飛騨市河合町角川）
- 神岡 （飛騨市神岡町殿）
- 白川 （大野郡白川村鳩谷）
- 御母衣 （大野郡白川村牧）
- 栃尾 （高山市奥飛騨温泉郷）
- 清見 （高山市清見町大谷）
- 丹生川 （高山市丹生川町瓜田）
- 六厩 （高山市荘川町六厩）
- 船山 （高山市久々野町無数河）
- 宮之前 （高山市朝日町宮之前）
- 萩原 （下呂市萩原町羽根）

- 金山 （下呂市金山町大船渡）
- 宮地 （下呂市宮地）
- ひるがの （郡上市高鷲町ひるがの）
- 長滝 （郡上市白鳥町長滝）
- 八幡 （郡上市八幡町旭田尻）
- 関市板取 （関市板取）
- 美濃 （美濃市前野中川原）
- 美濃加茂 （美濃加茂市西町）
- 伽藍 （加茂郡八百津町伽藍谷）
- 黒川 （加茂郡白川町黒川）
- 付知 （中津川市付知町）

- 中津川 （中津川市手賀野）
- 恵那 （恵那市長島町永田）
- 多治見 （多治見市光ケ丘）
- 小津 （揖斐郡揖斐川町小津）
- 揖斐川 （揖斐郡揖斐川町三輪）
- 関ヶ原 （不破郡関ケ原町関ヶ原）
- 大垣 （大垣市禾森町）
- 上石津 （大垣市上石津町下多良）
- 樽見 （本巣市根尾神所）

多治見では、2007年（平成19年）8月16日に当時の日本国内の最高気温となる40.9°Cを観測している。
金山では、2018年(平成30年)8月6日に、美濃では同年8月8日に当時の日本歴代2位タイ記録となる41.0℃を観測している。
この字の観測地では降水量の観測が可能である。
この字の観測地では気温・降水量・風向・風速・日照時間の観測が可能である。
この字の観測地では気温・降水量・風向・風速・日照時間・積雪の観測が可能である。

## 所在地
- 岐阜県岐阜市加納二之丸6番地

## 交通機関
- 岐阜駅から徒歩20分。
- 岐阜バス「気象台前」バス停から徒歩3分。

## 沿革
- 1881年（明治14年）：岐阜県農学校において気象観測を開始。
- 1883年（明治16年）：岐阜測候所として定時観測開始。
- 1886年（明治19年）：岐阜県庁（2代目・岐阜市司町）に移転。
- 1896年（明治29年）：岐阜県尋常中学校に移転。
- 1899年（明治32年）：大野郡高山町（現・高山市）の大野郡役所（高山陣屋）に高山測候所が開設される。
- 1903年（明治36年）：高山測候所が大野郡灘村（現・高山市）に移転。
- 1917年（大正6年）：現在地に移転。
- 1943年（昭和18年）： 1月1日、岐阜城天守を借用して観測を開始。前年から旧日本陸軍が行っていた観測を引き継いだもの[1]。2月17日に発生した、放火による岐阜城炎上発生時に宿直者に嫌疑がかけられるアクシデントが発生した[1]。
- 1943年（昭和18年）： 2月24日、金華山山頂に稲葉山観測所（後に金華山分室と改称）を岐阜城天守に (太鼓櫓跡) に設置、正式に観測開始[1]。
- 1948年（昭和23年）：9月1日を以て、稲葉山観測所を閉鎖[1]。
- 1957年（昭和32年）：岐阜測候所は岐阜地方気象台に改称する。高山測候所は岐阜地方気象台の管轄下となる。
- 1976年（昭和51年）：現在の建物が完成。
- 2005年（平成17年）：高山測候所が無人化され、高山特別地域気象観測所となる。

## その他
- 岐阜県の天気予報は、美濃地方と飛騨地方で発表される。
- 現在地は、旧加納城御三階櫓の跡地であり、北側の加納小学校との間にある石垣はその名残である。
- 季節の開花情報の標本木には清水川堤（加納天神町）の桜（ソメイヨシノ）が使われている。